# Tricentra vinosata
Tricentra vinosata là một loài bướm đêm trong họ Geometridae.